# ستيفان كاراجيتش
ستيفان كاراجيتش (بالصربية: Стеван Караџић) مواليد 16 نوفمبر 1960 في نيكشيتش، جمهورية يوغوسلافيا الاشتراكية الاتحادية، هو مدرب كرة سلة صربي ولاعب سابق. بدأ مسيرته الاحترافية في سنة 1975. حقق المركز الأول في بطولة كأس العالم لكرة السلة 2002. اعتزل اللعب في 1995. لعب مع نادي ريد ستار لكرة السلة في الدوري الأوروبي لكرة السلة.

## الميداليات
| الميدالية | المسابقة                         |
| --------- | -------------------------------- |
| ذهبية     | بطولة كأس العالم لكرة السلة 2002 |